# Elijah Wood
Elijah Jordan Wood (Cedar Rapids, 28 gennaio 1981) è un attore e doppiatore statunitense.

## Biografia
È il secondo dei tre figli di Warren Wood e Debbie Krause, proprietari di una gastronomia. Ha un fratello più grande di nome Zachariah ed una sorella minore di nome Hannah.
La sua carriera cinematografica inizia da giovanissimo, quando ad otto anni, nel 1989, appare in un piccolo ruolo in Ritorno al futuro - Parte II (è il ragazzino con la maglietta rossa che guarda il protagonista giocare ad un videogioco nel futuro) e compare anche nel video Ridiculous Thoughts dei Cranberries. Nei primi anni novanta si afferma come uno dei migliori attori bambini del cinema americano. Vince lo Young Artist Award per la sua interpretazione nel film Il grande volo (1991) con Joseph Mazzello e nel 1992 partecipa come protagonista insieme a Mel Gibson al film Amore per sempre. Nel 1993 è coprotagonista insieme a Macaulay Culkin del thriller L'innocenza del diavolo, per il quale riceve un Saturn Award. Seguono altri film di buon successo come Genitori cercasi (1994), The War (1994) e Flipper (1996). 
Ormai giovane attore lo troviamo in Deep Impact (1998), ma la fama internazionale arriva nel 2001-03 con l'interpretazione del giovane hobbit Frodo Baggins nella trilogia cinematografica di Il Signore degli Anelli diretta da Peter Jackson. Nel 2005 recita da protagonista nel film Hooligans e in Ogni cosa è illuminata, e sempre nello stesso anno ha la parte di Kevin in Sin City. Nel 2007 è il protagonista di Oxford Murders - Teorema di un delitto al fianco di John Hurt. Nel 2006 ha prestato la propria voce anche alla serie di videogiochi Spyro. Il 25 maggio 2009 Wood ha vinto il Midnight Award al San Francisco International Film Festival, premio dato ad un giovane attore che abbia contribuito al cinema indie.
Dal 2011 recita nella sitcom statunitense Wilfred nel ruolo di Ryan Newman, protagonista della serie insieme al "cane" Wilfred (interpretato da Jason Gann), che viene visto solo da lui come un essere umano travestito da cane. Nel 2012 è tornato in un cameo nei panni di Frodo Baggins in Un viaggio inaspettato, primo capitolo della trilogia di Lo Hobbit, prequel di Il Signore degli Anelli. Sempre nel 2012 ha recitato nel video musicale della canzone Tiny Tortures di Flying Lotus. Ha inoltre interpretato il ruolo di Adrock nel video Beastie Boys - Fight For Your Right (Revisited) dove riprende il finale del video originale, uno spezzone di Make Some Noise e un finale in cui sfidano i loro se stessi provenienti dal futuro con la DeLorean citando/parodiando Ritorno al futuro. Nel 2014 ha partecipato al doppiaggio della serie animata Over the Garden Wall - Avventura nella foresta dei misteri.

## Filmografia

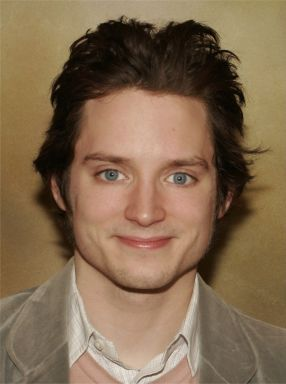
Elijah Wood nel 2006

### Attore

#### Cinema
- Ritorno al futuro - Parte II (Back to the Future: Part II), regia di Robert Zemeckis (1989)
- Affari sporchi (Internal Affair), regia di Mike Figgis (1990)
- Avalon, regia di Barry Levinson (1990)
- La strada per il paradiso (Paradise), regia di Mary Agnes Donoghue (1991)
- Il grande volo (The Radio Flyer), regia di Richard Donner (1992)
- Amore per sempre (Forever Young), regia di Steve Miner (1992)
- Le avventure di Huck Finn (The Adventures of Huck Finn), regia di Stephen Sommers (1993)
- L'innocenza del diavolo (The Good Son), regia di Joseph Ruben (1993)
- Genitori cercasi (North), regia di Rob Reiner (1993)
- The War, regia di Jon Avnet (1994)
- Flipper, regia di Alan Shapiro (1996)
- Tempesta di ghiaccio (The Ice Storm), regia di Ang Lee (1997)
- Deep Impact, regia di Mimi Leder (1998)
- The Faculty, regia di Robert Rodriguez (1998)
- Un amore, una vita, una svolta (The Bumblebee Flies Anyway), regia di Martin Duffy (1999)
- Black & White (Black and White), regia di James Toback (1999)
- Chain of Fools, regia di Pontus Löwenhielm e Patrick von Krusenstjerna (2000)
- Il Signore degli Anelli - La Compagnia dell'Anello (The Lord of the Rings: The Fellowship of the Ring), regia di Peter Jackson (2001)
- Ash Wednesday, regia di Edward Burns (2002)
- Tutto quello che voglio (Try Seventeen), regia di Jeffrey Porter (2002)
- Il Signore degli Anelli - Le due torri (The Lord of the Rings: The Two Towers), regia di Peter Jackson (2002)
- Missione 3D - Game Over (Spy Kids 3-D: Game Over), regia di Robert Rodriguez (2003)
- Il Signore degli Anelli - Il ritorno del re (The Lord of the Rings: The Return of the King), regia di Peter Jackson (2003)
- Se mi lasci ti cancello (Eternal Sunshine of the Spotless Mind), regia di Michel Gondry (2004)
- Hooligans (Green Street), regia di Lexi Alexander (2005)
- Sin City, regia di Frank Miller e Robert Rodriguez (2005)
- Ogni cosa è illuminata (Everything Is Illuminated), regia di Liev Schreiber (2005)
- Paris, je t'aime – film collettivo (2006)
- Bobby, regia di Emilio Estevez (2006)
- Day Zero, regia di Bryan Gunnar Cole (2007)
- Oxford Murders - Teorema di un delitto (The Oxford Murders), regia di Álex de la Iglesia (2008)
- The Romantics, regia di Galt Niederhoffer (2010)
- Separati innamorati (Celeste and Jesse Forever), regia di Lee Toland Krieger (2012)
- Maniac, regia di Franck Khalfoun (2012)
- Lo Hobbit - Un viaggio inaspettato (The Hobbit: An Unexpected Journey), regia di Peter Jackson (2012) - cameo
- Pawn Shop Chronicles, regia di Wayne Kramer (2013)
- Setup, Punch, regia di David Schlussel – cortometraggio (2013)
- Il ricatto (Grand Piano), regia di Eugenio Mira (2013)
- Open Windows, regia di Nacho Vigalondo (2014)
- Cooties, regia di Jonathan Milott e Cary Murnion (2014)
- Set Fire to the Stars, regia di Andy Goddard (2014)
- The Last Witch Hunter - L'ultimo cacciatore di streghe (The Last Witch Hunter), regia di Breck Eisner (2015)
- I corrotti - The Trust (The Trust), regia di Alex Brewer e Benjamin Brewer (2016)
- I Don't Feel at Home in This World Anymore, regia di Macon Blair (2017)
- Come to Daddy, regia di Ant Timpson (2019)
- Ted Bundy - Confessioni di un serial killer (No Man of God), regia di Amber Sealey (2021)
- Bookworm - Una mitica avventura (Bookworm), regia di Ant Timpson (2024)
- The Monkey, regia di Oz Perkins (2025)

#### Televisione
- Testimone oculare (Child in the Night), regia di Mike Robe – film TV (1990)
- L'amico dei miei sogni (Day-O), regia di Michael Schultz – film TV (1992)
- Homicide (Homicide: Life on the Street) – serie TV, 1 episodio (1996)
- Oliver Twist, regia di Tony Bill – film TV (1997)
- Storyline Online – serie TV, 1 episodio (2003)
- Funny or Die Presents... – serie TV, 1 episodio (2011)
- Wilfred – serie TV, 49 episodi (2011-2014)
- L'isola del tesoro (Treasure Island), regia di Steve Barron – miniserie TV (2012)
- Dirk Gently - Agenzia di investigazione olistica (Dirk Gently's Holistic Detective Agency) – serie TV, 18 episodi (2016-2017)
- Yellowjackets – serie TV (2023-2025)
- Faccende Complicate – serie TV (2025)

### Doppiatore
- Frasier – serie TV, 1 episodio (1994)
- Adventures from the Book of Virtues – serie TV, 1 episodio (1996)
- Le avventure di Pollicino e Pollicina (The Adventures of Tom Thumb & Thumbelina), regia di Glenn Chaika (2002)
- King of the Hill – serie TV, 1 episodio (2004)
- I'm Still Here: Real Diaries of Young People Who Lived During the Holocaust, regia di Lauren Lazin – film TV (2005)
- Robot Chicken – serie TV, 1 episodio (2006)
- Happy Feet, regia di George Miller (2006)
- American Dad! – serie TV, 1 episodio (2006)
- Freak Show – serie TV, 1 episodio (2006)
- 9, regia di Shane Acker (2009)
- Glenn Martin DDS – serie TV, 1 episodio (2010)
- I Griffin – serie TV, 1 episodio, 8x15 (2010)
- Happy Feet 2, regia di George Miller (2011)
- Red vs. Blue (2012)
- Tron - La serie (2012-2013)
- Over the Garden Wall - Avventura nella foresta dei misteri (Over the Garden Wall) (2014)
- Star Wars Resistance – serie TV (2018)
- Among Us – serie TV (2024)
- Jonathan Crane in Batman: Arkham Shadow (2024)[3]

### Produttore
- Open Windows, regia di Nacho Vigalondo (2014)
- A Girl Walks Home Alone at Night, regia di Ana Lily Amirpour (2014)
- Cooties, regia di Jonathan Milott e Cary Murnion (2014)
- The Boy, regia di Craig William Macneill (2015)
- Mandy, regia di Panos Cosmatos (2018)
- Daniel Isn't Real, regia di Adam Egypt Mortimer (2019)
- Il colore venuto dallo spazio (Color Out of Space) (2019)

## Riconoscimenti
- Hollywood Film Awards
  - 2006 – Miglior cast cinematografico dell'anno per Bobby
- MTV Movie Awards
  - 2002 – Candidatura alla miglior performance maschile per Il Signore degli Anelli - La Compagnia dell'Anello
  - 2003 – Miglior performance di gruppo per Il Signore degli Anelli - Le due torri
- Satellite Award
  - 2011 – Candidatura al miglior attore in una serie commedia o musicale per Wilfred
- Saturn Award
  - 1993 – Saturn Award per il miglior attore emergente per L'innocenza del diavolo
  - 1994 – Candidatura per Saturn Award per il miglior attore emergente per Genitori cercasi
  - 2002 – Candidatura per Saturn Award per il miglior attore emergente per Il Signore degli Anelli - Le due torri
  - 2003 – Saturn Award per il miglior attore per Il Signore degli Anelli - Il ritorno del re
- Screen Actors Guild Award
  - 2002 – Candidatura per Screen Actors Guild Award per il miglior cast cinematografico per Il Signore degli Anelli - La Compagnia dell'Anello
  - 2003 – (nomination) Screen Actors Guild Award per il miglior cast cinematografico per Il Signore degli Anelli - Le due torri
  - 2004 – Miglior cast cinematografico per Il Signore degli Anelli - Il ritorno del re
  - 2006 – Candidatura per Screen Actors Guild Award per il miglior cast cinematografico per Bobby
- Young Artist Award
  - 1990 – Candidatura per Miglior performance in un film – Giovane attore protagonista per Avalon
  - 1991 – Candidatura per Miglior performance in un film – Giovane attore protagonista per La strada per il paradiso
  - 1993 – Miglior performance in un film – Giovane attore protagonista per Il grande volo
  - 1995 – Candidatura per Miglior performance in un film – Giovane attore protagonista per Genitori cercasi

## Doppiatori italiani
Nelle versioni in italiano delle opere in cui ha recitato, Elijah Wood è stato doppiato da:
- Davide Perino ne La strada per il paradiso, Amore per sempre, L'innocenza del diavolo, Tempesta di ghiaccio, Deep Impact, The Faculty, Il Signore degli Anelli - La Compagnia dell'Anello, Tutto quello che voglio, Il Signore degli Anelli - Le due torri, The Osbournes, Il Signore degli Anelli - Il ritorno del re, Se mi lasci ti cancello, Hooligans, Ogni cosa è illuminata, Bobby, Day Zero, Oxford Murders - Teorema di un delitto, The Romantics, Wilfred, Separati innamorati, Maniac, Lo Hobbit - Un viaggio inaspettato, L'isola del tesoro, Pawn Shop Chronicles, Il ricatto, Open Windows, The Last Witch Hunter - L'ultimo cacciatore di streghe, I corrotti - The Trust, Dirk Gently - Agenzia di investigazione olistica, I Don't Feel at Home in This World Anymore, Come to Daddy, Yellowjackets, The Monkey
- Simone Crisari in Avalon, Il grande volo, Genitori cercasi, The War
- Laura Lenghi ne Le avventure di Huck Finn
- Stefano Crescentini in Homicide
- Paolo Vivio in Flipper
- Mirko Savone in Oliver Twist
- Fabrizio Manfredi in Black & White
- Francesco Venditti in Chain of Fools
- Alessandro Tiberi in Missione 3D - Game Over

Da doppiatore è sostituito da:
- Davide Perino ne I Griffin, Il Signore degli Anelli: La Battaglia per la Terra di Mezzo, 9, Tron - La serie
- Domitilla D'Amico in Frasier
- Sergio Luzi ne Le avventure di Pollicino e Pollicina
- Stefano Crescentini in Happy Feet
- Giuseppe Fiorello in Happy Feet 2
- Sio in Over the Garden Wall - Avventura nella foresta dei misteri
- Emanuele Ruzza in Star Wars Resistance
- Stefano Pozzi in Batman: Arkham Shadow